# The End (album de Nico)
Pour les articles homonymes, voir The End.
Albums de Nico
Desertshore
(1970) June 1, 1974
(1974)
The End est le quatrième album de la chanteuse Nico, sorti en novembre 1974. Il contient une reprise de la chanson des Doors, ainsi que de l'hymne national allemand, Das Lied der Deutschen.

## Contexte
Nico avait joué deux chansons de l'album en concert plusieurs années avant la sortie de l'album: "Secret Side" avait été joué lors d'une session de John Peel pour la BBC le 2 février 1971 et elle avait également joué "You Forget to Answer" sur Télévision en France et aux Pays-Bas au début de 1972.

## Enregistrement
The End ... est sa cinquième collaboration avec John Cale et sa seconde collaboration avec ce dernier en tant que producteur. Il produit le même son basé sur l'harmonium entendu sur The Marble Index (1969) et Desertshore (1970), avec l'ajout des synthétiseurs et des instruments électroniques de Brian Eno.
La chanson "You Forget to Answer" raconte la misère ressentie par Nico lorsqu'elle n'a pas réussi à joindre son ex-amoureux le chanteur des Doors, Jim Morrison, au téléphone, pour apprendre plus tard qu'il était décédé. Cet album est son premier depuis la mort de Morrison en 1971. Toutes les chansons sauf deux sont écrites par Nico: la reprise de "The End" des Doors et une version de l'hymne national allemand "Das Lied der Deutschen". Brian Eno est présent au synthétiseur sur "It Has Not Taken Long", "You Forget to Answer" et "Innocent and vain". 
Les couvertures avant et arrière présentent des images du film Les hautes solitudes (1974) de Philippe Garrel dans lequel Nico apparaît.

## Réception critique
The End est sorti en novembre 1974 sur le label Island, son seul album sur ce label. Malgré les critiques élogieuses de certaines publications, comme ses prédécesseurs, il ne s’agit pas d’un succès commercial et le partenariat de Nico avec Island prend fin.
C'était son dernier album studio jusqu'à ce qu'elle trouve un accord avec Aura pour la sortie de Drama of Exile en 1981.

## Titres

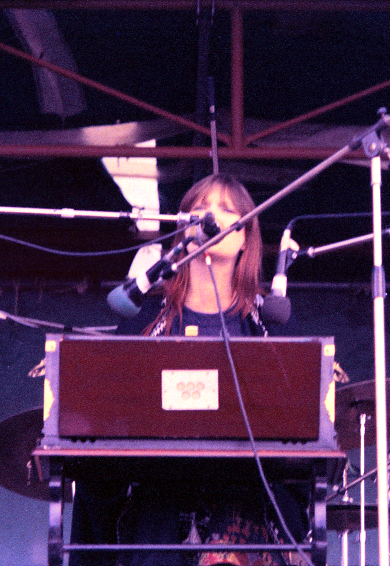
Nico, 1974

Toutes les chansons sont de Nico, sauf indication contraire.
1. It Has Not Taken Long – 4:11
2. Secret Side – 4:08
3. You Forget to Answer – 5:07
4. Innocent and Vain – 3:51
5. Valley of the Kings – 3:57
6. We've Got the Gold – 5:44
7. The End (Densmore, Krieger, Manzarek, Morrison) – 9:36
8. Das Lied der Deutschen (Hoffmann von Fallersleben, Haydn) – 5:28

## Personnel
- Nico : chant, harmonium
- Phil Manzanera : guitare électrique sur "The End"
- Brian Eno : synthétiseur sur "It Has Not Taken Long", "You Forgot to Answer" et "Innocent and Vain"
- John Cale : basse, xylophone, guitare acoustique, synthétiseur, orgue, marimba, triangle, glockenspiel, percussions, piano, piano électrique, production
- Vicki Wood, Annagh Wood : chœurs